# 561
Раннє Середньовіччя. Триває чума Юстиніана. У Східній Римській імперії править Юстиніан I. Візантійська імперія повернула собі значну частину володінь колишньої Римської імперії. Франкське королівство розділене між синами Хлотара I. Іберію займає Вестготське королівство, у Тисо-Дунайській низовині лежить Королівство гепідів. В Англії розпочався період гептархії.
У Китаї період Північних та Південних династій. На півдні править династія Чень, на півночі — Північна Чжоу та Північна Ці. Індія роздроблена. В Японії триває період Ямато. У Персії править династія Сассанідів. Степову зону Азії та Східної Європи контролює Тюркський каганат.
На території лісостепової України в VI столітті виділяють пеньківську й празьку археологічні культури. VI століття стало початком швидкого розселення слов'ян. У Північному Причорномор'ї співіснують різні кочові племена, зокрема гуни, сармати, булгари, алани, авари.

## Події
- Помер король франків Хлотар I. Франкське королівство поділили його сини Харіберт, Гунтрамн, Сігіберт та Хільперік, які правлять із Парижа, Орлеана, Реймса та Суассона, відповідно.
- Розпочався понтифікат Івана III.
- Перший Бразький собор.
- Битва біля Кул Древн в Ірландії.

## Померли
- Пелагій, Папа Римський.
- Хлотар I, король франків.